# FK Metalurh Donetsk
FK Metalurh Donetsk (ukrainska: ФК «Металург» Донецьк – ryska: ФК «Металлург» Донецк - Metallurg Donetsk) är en ukrainsk fotbollsklubb från den till majoriteten ryskspråkiga miljonstaden Donetsk i gruv- och industriområdet Donbass i östra Ukraina. Klubben spelar för närvarande i ukrainska ligan (Vyscha Liha). 

## Historia
Metalurh har sina rötter i klubben FK Antratsyt Kirovske som var klubbens namn fram till 1993. Säsongen 1992/93 blev Antratsyt 3:a i den ukrainska 3:e ligan och flyttades upp i 2:a ligan. Klubben flyttades då till Sjachtarsk och bytte namn till FC Medita Sjachtarsk. Ett par år senare omorganiserades klubben och ändrade 1995 namnet till det nuvarande FC Metalurh Donetsk. Säsongen 1996/97 vann Metalurh den ukrainska 2:a ligan och har sedan dess spelad i den ukrainska ligan (Vyscha Liha).
Fyra år rad från 2002/03 till 2005/06 deltog Metalurh i UEFA-cupen men har varje gång blivit utslaget i 1:a runden; 2002 efter 2-2/0-8 av Werder Bremen, 2003 efter 1-1/0-3 av Parma FC, 2004 efter 0-3/0-3 av SS Lazio, FC Tiraspol blev utslaget i kvalmatcherna och 2005 efter 1-1/2-2 av PAOK FC då MFC Sopron blev utslaget i kvalmatcherna.
Tre gångar; 2001/02, 2002/03 och 2004/05, har klubben blivit bronsmedaljörer i den ukrainska ligan.
Fyra gångar har klubben tagit sig till semifinal i den ukrainska cupen

## Hemmaplan
Sjachtar Donetsks gamla hemmaplan, Det centrala Sjachtar stadion som byggdes 1936, men som sedan dess har renoverats fyra gånger, är lokalkonkurrenten Sjachtar Donetsk hemmaplan, men FC Metalurg Donetsk lånar arenan vid större matcher, till exempel till UEFA Europa Leagues kvalspel, där FC Metalurg Donetsk så sent som 2010 blev utslagna i den sista kvalomgången. Arenan genomgick en större renovering 2000, då Sjachtar för första gången deltog i UEFA Champions League-gruppspelet. Arenan tar 31 718 åskådare.
FC Metalurg Donetsk har numera en egen arena vid namn "Metalurh Stadium", med en kapacitet på 5 094 åskådare. Arenan började användas under säsongen 2010/2011. 
Ny tränare vid årsskiftet 2010/2011 blev ryssen Andrej Lvovitj Gordejev.

### Fotnoter
1. ↑  ”Arkiverade kopian”. Arkiverad från originalet den 4 juni 2011. https://web.archive.org/web/20110604042824/http://ukrainiansoccer.net/?controller=stadium&action=detail&id=2&id_club=1014. Läst 22 februari 2011.
2. ↑  ”Arkiverade kopian”. Arkiverad från originalet den 18 september 2009. https://web.archive.org/web/20090918231457/http://www.ukrainiansoccer.net/?controller=publication. Läst 22 februari 2011.